# Сурагулово
Сурагулово (баш. Сурағол) — деревня в Мелеузовском районе Республики Башкортостан Российской Федерации. Входит в состав Аптраковского сельсовета. 

## География

### Географическое положение
Находится на берегу реки Белой.
Расстояние до:
- районного центра (Мелеуз): 16 км,
- центра сельсовета (Аптраково): 12 км,
- ближайшей ж/д станции (Мелеуз): 16 км.

## Население
| 2002 | 2009 | 2010 |
| ---- | ---- | ---- |
| 0    | →0   | →0   |